# 로보로브스키햄스터
로보로브스키햄스터(Phodopus roborovskii)는 비단털쥐과에 속하는 설치류의 일종이다. 생후 평균 2cm 이하이며 다 자란 후 몸길이 4.5~5cm에 몸무게 20-25g에 불과하여 난쟁이햄스터속에 속하는 세 종 중에서 가장 작다.처음에 몽골사막에서 로보로브스키라는 사람이 최초로 발견하여 로보로브스키라는 이름이 생겼다.사막햄스터 또는 로보스(Robos)로도 불린다.

## 반려동물

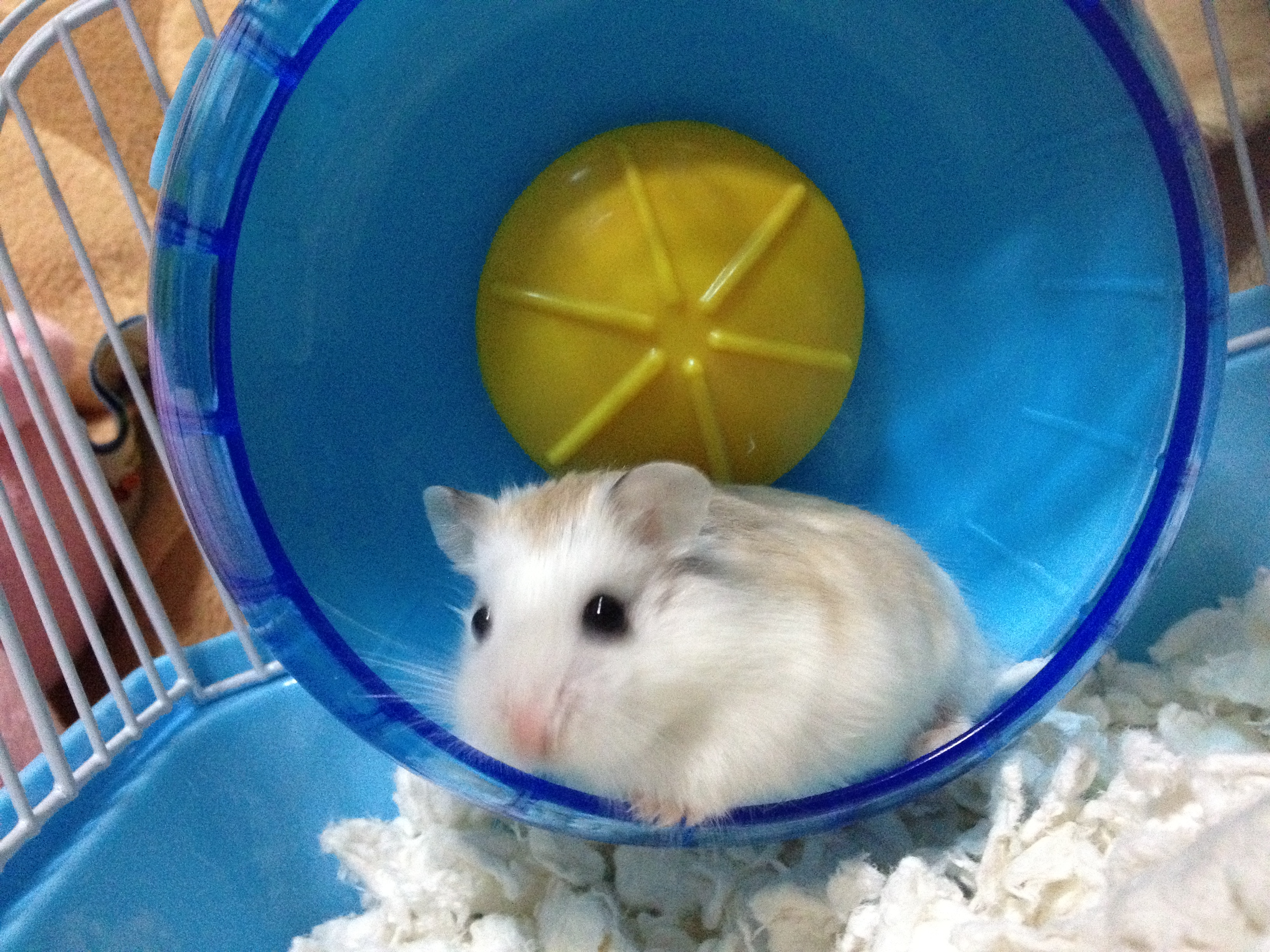
화이트 로보롭스키 모색변종

로보로브스키 햄스터는 애완동물로 키워지는 드워프 햄스터 중 가장 작은 종으로서 주로 중국 북부지역의 고비사막과 몽골 주변에 서식한다. 1894년 러시아인 Lt. Vsevolod Roborovski에 의해 처음으로 발견된 이후 로보로브스키 햄스터라 불리게 되었으며, 이를 줄여서 로보 햄스터라고 하거나 흰 눈썹이 사슴을 닮았다고 해서 사슴 햄스터라고도 불리기도 한다. 1960년대 이후 유럽에서 이에 대한 연구가 본격적으로 진행되다가 1990년대 말에 이르러 한국, 미국 등 여러 나라에 애완동물로 소개가 되었다.
성체의 몸길이는 대개 5~7센티미터로 작은 편이며 일반 햄스터용 케이지의 철장 사이를 쉽게 통과하기 때문에 철장 간격이 7밀리미터 이하의 드워프 햄스터용 케이지에서 키우거나 아예 유리로 된 수조에서 키우는 것이 좋다. 암컷의 경우 생후 5주가 되면 임신이 가능하게 되지만 생후 4개월이 되어 완전한 성체로 자라기 전까지는 새끼를 분만하더라도 양육을 포기하는 경우가 많기 때문에 각별히 주의해야 한다. 또한 다른 드워프 햄스터들보다 임신기간이 긴 편으로 최대 30일이 걸리며 대개 한번에 4~6마리의 새끼를 낳는다. 로보로브스키 햄스터는 다른 햄스터들에 비해 사회성이 좋은 편으로 대개 다른 여러 햄스터들과 같은 케이지에서 함께 생활하는 것이 가능한 것으로 알려져 있다. 그러나, 어린 햄스터의 경우 성체가 되어 본격적인 영역다툼을 벌이기 전까지는 사회성을 알기가 힘들며, 키우는 햄스터 수에 비해 케이지가 너무 작거나 먹이가 부족한 경우에는 영역다툼이 심해지게 되므로 여러 마리를 한 케이지에 같이 키우는 경우에는 지속적인 관찰이 필요하다.
로보로브스키 햄스터는 사람을 잘 물지는 않지만 예민하고 겁이 많아 길들이기가 힘들고 움직임도 상당히 빠른 편이라 대개 관상용으로 적합하다. 또한 핸들링이 어려운 햄스터로 잘 알려져있다.